# Cordylus pustulatus
Cordylus pustulatus är en ödleart som beskrevs av  Peters 1862. Cordylus pustulatus ingår i släktet Cordylus och familjen gördelsvansar. Inga underarter finns listade i Catalogue of Life.